# 원 디렉션
원 디렉션(영어: One Direction)은 리암 페인, 해리 스타일스, 루이 톰린슨, 나일 호란으로 이루어진 영국-아일랜드의 팝 보이 밴드이다.
팀 이름의 뜻은 '하나의 방향'으로 가자는 뜻으로 팀 내 막내인 해리 스타일스가 지었다.
이들은 2010년 영국 텔레비전에서 방영하는 오디션 프로그램 《더 엑스 팩터》 시즌 7에 참가해 3위까지 오른 후 사이먼 코웰의 음반 레이블 사이코 레이블과 계약을 체결했다. 원디렉션의 네 앨범 《Up All Ni
원디렉션은 네 번의 브릿 어워드, MTV 비디오 뮤직 어워드, 일곱 번의 MTV 유럽 뮤직 어워드, 열아홉 번의 틴 초이스 어워드 수상을 포함한 수 많은 시상식에서 수상과 후보에 지명되었다. 소니 뮤직 엔터테인먼트 UK의 회장이자 최고 경영자 닉 가필드는 "원디렉션은 5,000만 달러의 가치가있는 비지니스 제국"이다 라고 말했다. 2012년에는 빌보드의 "올해 최고의 아티스트"로 선정되었다. 2013년 4월 《선데이 타임스 리치 리스트》에 따르면 원디렉션은 30세 이하 영국 음악가 중에서 두 번째로 부유한데, 개개인의 재산을 합치면 2,500만 파운드로 추측된다고 발표했다. 2014년 《포브스》에서 발표한 30세 이하 유명인의 소득 순위 중 원디렉션은 2013년 6월부터 2014년 6월까지 7,500만 달러를 벌어들여 2위에 올랐다. 네 번째 정규 음반 《Four》를 발매한 이후 원디렉션은 미국 빌보드 200 역사상 데뷔 앨범부터 네 번째 앨범까지 모두 1위로 데뷔시킨 첫 밴드가 되었다. 2014년 빌보드는 올해 최고의 아티스트로 선정했다.
2015년 3월 25일, 멤버 제인 말리크가 화려한 스포트라이트에서 벗어나 평범한 삶을 살고 싶다며 원 디렉션을 전격 탈퇴했다. 2015년 11월, 정규 5집 <Made In The A.M> 발매 후에는 잠정 휴식기에 들어가며 멤버 개인 활동에 매진했다. 2016-2017년 사이 네 멤버 모두 싱글과 앨범을 발매했다.

## 경력
2010년 나일 호란, 제인 말리크, 리암 페인, 해리 스타일스, 루이 톰린슨은 영국의 텔레비전 오디션 프로그램 《더 엑스 팩터》 시즌7에 각각 개인으로 참가했다. 이후 심사위원이던 사이먼 코웰의 제안을 받고, 결성되었다. 계약 초기에는 소니 뮤직과 레이블 계약을 체결했지만, 북아메리카에서는 콜롬비아 레코드와 레이블 계약을 체결했다.
2011년 9월 발매된 데뷔 싱글 〈What Makes You Beautiful〉는 UK 싱글차트에서 1위를 기록, 영국에서 가장 빠르게 많이 팔린 데뷔 앨범이 되었다. 또한 미국 빌보드 싱글 차트 에서는 첫주 28위로 데뷔해 최고 4위를 기록했으며 미국에서만 440만장 이상의 판매고를 기록했다. 같은 해 11월 정규 데뷔 앨범 〈Up All Night〉가 발매되었고, 영국에서 발매 첫 주 13만 1천장을 팔아 UK차트 2위를 기록했다. 이후 2012년 3월 미국에서도 발매되었고, 17만 6천장을 팔아 빌보드 앨범 차트 1위를 데뷔했는데, 이는 영국 그룹으로서는 최초이다.
2012년 2월 21일에 열린 브릿 어워드에서 〈What Makes You Beautiful〉으로 최우수 영국 싱글을 수상했다.
데뷔 이후 첫 번째 콘서트 투어 〈Up All Night Tour〉를 개시, 2011년 12월 18일부터 2012년 7월 1일까지 유럽 26개 도시, 오스트레일리아 7개 도시, 북아메리카 26개 도시를 돌며, 총 62개 도시에서 공연을 열었고, 첫 월드 투어를 성황리에 마쳤다.
8월 13일 영국 런던 올림픽 스타디움에서 열린 런던 올림픽 폐막식에서 데뷔 1년차 신인으로는 파격적인 등장을 한 바 있다.

## 구성원

### 현재 구성원
- 루이 톰린슨 (Louis William Tomlinson, 1991년 12월 24일 ~ ）
  - 잉글랜드 사우스요크셔주 동커스터 출생으로, 1남 5녀 중 첫째이다. 여동생들은 모두 이복형제다.
- 나일 호란（Niall James Horan, 1993년 9월 13일 ~ ）
  - 아일랜드 웨스트미스주 멀린가 출생으로, 2남 중 막내이다.
- 해리 스타일스（Harry Edward Styles, 1994년 2월 1일 ~ ）
  - 잉글랜드 체셔주 홈즈채플 출생으로, 1남 1녀 중 막내이다.

### 이전 구성원
- 제인 말리크（Zayn Javadd Malik, 1993년 1월 12일 ~ ）
  - 잉글랜드 노스요크셔주 브래드퍼드 출생으로, 파키스탄인(아버지)와 영국인(어머니)사이에 태어난 혼혈인이다. 1남 3녀 중 둘째이다.
- 리암 페인（Liam James Payne, 1993년 8월 29일 ~ 2024년 10월 16일）
  - 잉글랜드 웨스트미들랜즈주 울버햄프턴 출생으로, 1남 2녀 중 막내이다.

## 음반 목록
정규 앨범
- Up All Night (2011년)
- Take Me Home (2012년)
- Midnight Memories (2013년)
- Four (2014년)
- Made in the A.M.  (2015년)

## 콘서트
- Up All Night Tour (2011~2012년)
- Take Me Home Tour (2012~2013년)
- UK & Ireland Arena Tour (2013년)
- Where We Are Tour (2014년)
- On The Road Again (2015년)

## 수상 내역
- 2011년 The Sun Bizarre Readers Awards (영국)
  - Best Pop Act
  - Shaggers of the Year
- 2011년 4Music Video Honours (영국)
  - Best Breakthrough
  - Best Group (최우수 그룹)
  - Best Video (최우수 비디오)
- 2012년 BRIT Awards - Best British Single (최우수 영국 싱글)
- 2012년 JIM Awards - Best Newcomer (벨기에) - International (해외부분 최우수 신인상)
- 2012년 Nickelodeon Kids' Choice Awards (멕시코)
  - Artista internacional (해외 아티스트)
  - Canción favorita (좋아하는 노래)
- 2012년 Nickelodeon Kids' Choice Awards (영국)
  - Favorite UK Band (좋아하는 영국 밴드)
  - Favorite UK Newcomer (좋아하는 영국 신인)
- 2012년 NME Awards - Worst Band (최악의 밴드)
- 2012년 Teen Choice Awards (미국)
  - Choice Music: Breakout Group (초이스 뮤직: 브레이크 아웃 그룹)
  - 렉Choice Summer Music Star: Group (초이스 썸머 뮤직 스타: 그룹)
  - Choice Music: Love Song (초이스 뮤직: 러브 송)
- 2013년 빌보드 뮤직 어워드 톱 듀오 그룹상
- 2013년 빌보드 뮤직 어워드 톱 뉴 아티스트상
- 2013년 빌보드 뮤직 어워드 톱 팝 아티스트상
- 2015년 AMA 올해 최고의 아티스트 상

## 같이 보기
- 빌보드 소셜 50